# Rie Kimura
Pour les articles homonymes, voir Kimura.
Rie Kimura (木村 理恵, Kimura Rie), née le 30 juillet 1971, est une joueuse internationale de football japonaise.

## Biographie
Le 16 mai 1996, elle fait ses débuts dans l'équipe nationale japonaise contre les États-Unis. Elle compte 21 sélections en équipe nationale du Japon de 1996 à 2001.

## Statistiques
Le tableau ci-dessous présente les statistiques de Rie Kimura en équipe nationale
| Équipe du Japon | Équipe du Japon | Équipe du Japon |
| Année           | Matchs          | Buts            |
| --------------- | --------------- | --------------- |
| 1996            | 2               | 0               |
| 1997            | 0               | 0               |
| 1998            | 0               | 0               |
| 1999            | 6               | 0               |
| 2000            | 6               | 0               |
| 2001            | 7               | 0               |
| Total           | 21              | 0               |

## Palmarès
- Finaliste de la Coupe d'Asie 2001